# Senat Sieveking
| Amt                                                      | Name                                                           | Partei | Partei    |
| -------------------------------------------------------- | -------------------------------------------------------------- | ------ | --------- |
| Erster Bürgermeister                                     | Kurt Sieveking                                                 |        | CDU       |
| Zweiter Bürgermeister                                    | Edgar Engelhard                                                |        | FDP       |
| Amt für Bezirksverwaltung, Gefängnisbehörde und Sportamt | Edgar Engelhard                                                |        | FDP       |
| Baubehörde                                               | Johannes Büll gemeinsam mit                                    |        | FDP       |
| Baubehörde                                               | Paul Wilken bis 2. November 1954                               |        | CDU       |
| Baubehörde                                               | Josef von Fisenne 15. Dezember 1954 bis 31. Dezember 1955      |        | CDU       |
| Baubehörde                                               | Ewald Samsche ab 1. Dezember 1956                              |        | CDU       |
| Schulbehörde ab 17. März 1954                            | Hans Wenke                                                     |        | parteilos |
| Kulturbehörde                                            | Hans-Harder Biermann-Ratjen                                    |        | FDP       |
| Finanzbehörde                                            | Wilhelm Ziegeler                                               |        | DP        |
| Finanzbehörde                                            | gemeinsam mit Carl-Gisbert Schultze-Schlutius ab 17. März 1954 |        | CDU       |
| Behörde für Wirtschaft und Verkehr                       | Ernst Plate gemeinsam mit                                      |        | FDP       |
| Behörde für Wirtschaft und Verkehr                       | Carl-Gisbert Schultze-Schlutius bis 2. März 1954               |        | CDU       |
| Behörde für Wirtschaft und Verkehr                       | Paul Luigs ab 17. März 1954                                    |        | CDU       |
| Polizeibehörde                                           | Erwin Jacobi bis 31. Dezember 1955                             |        | DP        |
| Polizeibehörde                                           | Josef von Fisenne 1. Januar bis 29. März 1956                  |        | CDU       |
| Polizeibehörde                                           | Edgar Engelhard                                                |        | FDP       |
| Polizeibehörde                                           | Erwin Jacobi ab 1. Januar 1957                                 |        | DP        |
| Behörde für Ernährung und Landwirtschaft                 | Carl-Gisbert Schultze-Schlutius bis 17. März 1954              |        | CDU       |
| Behörde für Ernährung und Landwirtschaft                 | Paul Luigs                                                     |        | CDU       |
| Sozialbehörde                                            | Ernst Breidenbach gemeinsam mit                                |        | CDU       |
| Sozialbehörde                                            | Emilie Kiep-Altenloh                                           |        | FDP       |
| Jugendbehörde                                            | Ernst Breidenbach bis 1. Juli 1957                             |        | CDU       |
| Jugendbehörde                                            | Emilie Kiep-Altenloh                                           |        | FDP       |
| Arbeitsbehörde                                           | Ewald Samsche                                                  |        | CDU       |
| Gesundheitsbehörde                                       | Ewald Samsche bis 31. Dezember 1955                            |        | CDU       |
| Gesundheitsbehörde                                       | Erwin Jacobi ab 1. Januar 1956                                 |        | DP        |
| Bevollmächtigter beim Bund                               | Renatus Weber                                                  |        | CDU       |